# Koniec długiego dnia
Koniec długiego dnia (ang. The Long Day Closes) – brytyjski dramat biograficzny z 1992 roku w reżyserii Terence'a Daviesa, inspirowany wątkami autobiograficznymi. Zdjęcia kręcono w Liverpoolu.

## Fabuła
Bohaterem filmu jest 11-letni Bud. Smutny i samotny chłopiec walczy każdego dnia. Filmy są dla niego jedyną rozrywką i dlatego chętnie odwiedza wszystkie kina. Realne zdarzenia i przestrzenie z życia chłopca mieszają się z jego wyobraźnią, ale to Bud zawsze jest w centrum wydarzeń. Podczas lekcji chłopiec przenosi np. na pełne morze...

## Główne role
- Marjorie Yates – Matka
- Leigh McCormack – Bud
- Anthony Watson – Kevin
- Nicholas Lamont – John
- Ayse Owens – Helen
- Tina Malone – Edna
- Jimmy Wilde – Curly
- Robin Polley – Pan Nicholls
- Peter Ivatts – Pan Bushell
- Joy Blakeman – Frances
- Denise Thomas – Jean
- Patricia Morrison – Amy
- Gavin Mawdslay – Billy